# Varga (családnév)
A Varga régi magyar családnév. Eredetileg foglalkozásnév volt, jelentése: lábbeli készítő mesterember. Hasonló családnevek: Tímár. 2020-ban a hatodik leggyakoribb családnév volt Magyarországon. 133 363 személy viselte ezt a vezetéknevet.

## Híres Varga családok
- Varga család (felsőőri), Vas vármegyei család[3]

## Híres Varga nevű személyek

### Képzőművészet
- Varga Éva (1949) Munkácsy Mihály-díjas szobrász
- Varga Ferenc (1906–1989) szobrász
- Varga Imre (1923–2019) Kossuth-díjas szobrász
- Varga Miklós (1928–2018) szobrászművész

### Színház és filmművészet
- Varga Csaba (1945–2012) filmrendező
- Varga Éva (1962) Jászai Mari-díjas színésznő
- Varga Gyula (1930–2010) Jászai Mari-díjas színművész
- Varga Mária (1963) színésznő
- Varga Zoltán (1960) Jászai Mari-díjas színművész
- Varga Zsuzsa (1970) Jászai Mari-díjas színésznő

### Zene
- Varga Ferenc (1970) énekes
- Varga Miklós (1956) énekes, rockzenész
- Varga Zsuzsa (1976) énekesnő

### Politika
- Varga Béla (1903–1995) politikus, római katolikus pap
- Varga Judit (1980) politikus (Fidesz)
- Varga Katalin (1802–1852 után) a 19. századi erdélyi bányászmozgalmak vezetője. A szolnoki Varga Katalin Gimnázium névadója
- Varga László (1910–2003) politikus, a KDNP elnöke, az Országgyűlés egykori korelnöke, író
- Varga László (1947) politikus (MSZP), tanár, a Zala megyei közgyűlés elnöke
- Varga Mihály (1965) politikus, országgyűlési képviselő, nemzetgazdasági miniszter, a Fidesz alelnöke

### Sport
- Varga Béla (1889–1969) olimpiai bronzérmes birkózó, orvos, sebész
- Varga Ferenc (1925) olimpiai bronzérmes kajakozó, edző
- Varga János (1939) olimpiai bajnok birkózó
- Varga József (1954) válogatott labdarúgó
- Varga Károly (1955) olimpiai bajnok sportlövő
- Varga Mária (1949) kosárlabdázó, edző
- Varga Tamás (1975) olimpiai bajnok vízilabdázó
- Varga Tamás (1978) világbajnok evezős
- Varga Zoltán (1945–2010) olimpiai bajnok labdarúgó, edző
- Varga Zsolt (1972) olimpiai és Európa-bajnok vízilabdázó, a sportsajtóban „Varga I. Zsolt”
- Varga Zsolt (1978) világbajnok vízilabdázó, a sportsajtóban „Varga II. Zsolt”

### Tudomány
- Varga Béla (1886–1942) pedagógus, unitárius püspök, teológiai író, egyetemi tanár, az MTA tagja
- Varga István (1897–1962) közgazdász, az MTA tagja
- Varga János (1927–2008) Széchenyi-díjas levéltáros, történész, országgyűlési képviselő, az MTA rendes tagja
- Varga Lajos (1890–1963) zoológus, az MTA tagja
- Varga László (1943) nyelvész